# سانتافه دو نوومکزیکو
سانتافه دو نوومکزیکو (به انگلیسی: Santa Fe de Nuevo México) قسمتی از امپراتوری اسپانیا و اسپانیای نو و بعد قسمتی از قلمرو مکزیک مستقل بود. پایتخت اولیه اش از ۱۵۹۸ تا ۱۶۱۰ سن خوان دو لوس کابالروس و از ۱۶۱۰ به بعد  پایتخت لا ویلا رئال دو لا سانتافه دو آسیس بود. نام نیومکزیکو در پایتختش سانتافه هنگامیکه قلمرو به یکی از ایالتهای ایالات متحده تبدیل شد بر روی ساختمانهای دولتی کاخ فرمانداری، محکمه و مقر سربازان و شبه نظامیان باقی ماند. شهروندان نیومکزیکو که عمدتا مردمان هیسپانیک، پوئبلو، ناواهو، آپاچی و کومانچی بودند در نتیجه معاهده گوادالوپه هیدالگو شهروندی ایالات متحده را بدست آوردند.
اغلب به غلط گمان می رود که نوو مکزیکو نامش را از ملت مکزیک گرفته، در حالیکه این نامیست که کاوشگران اسپانیایی که اعتقاد داشتند این منطقه دارای فرهنگهای غنی آمرندیایی شبیه به امپراتوری آزتک (متمرکز در دره مکزیک) بر روی آن گذاشته و این سرزمین سانتافه دو نوو مکزیکو خواندند.